# Бархат амурський (Хмельниччина)
Бархат амурський — ботанічна пам'ятка природи в урочищі «Совиний Яр» на території Кам'янець-Подільського лісгоспзагу (Привотське лісництво, кв. 20, уч. 9) на Хмельниччині. Була оголошена рішенням Хмельницького Облвиконкому № 156-р"б" від 11.06.1970 року.

## Опис
Цінне насадження коркового дерева амурського (давніша назва «бархат амурський») віком 35 років.
Площа — 2 га.

## Скасування
Станом на 01.01.2016 року об'єкт не міститься в офіційних переліках територій та об'єктів природно-заповідного фонду, оприлюднених на Єдиному державному вебпорталі відкритих даних. Проте ні в Міністерстві екології та природних ресурсів України, ні у Департаменті екології та природних ресурсів Хмельницької обласної державної адміністрації відсутня інформація про те, коли і яким саме рішенням було скасовано охоронний статус об'єкта природно-заповідного фонду..